# Justus Radius
Justus Wilhelm Martin Radius (* 14. November 1797 in Leipzig; † 7. März 1884 ebenda) war ein deutscher Pathologe.

## Leben
Radius besuchte die Thomasschule zu Leipzig. Er studierte ab 1816 Medizin an der Universität Leipzig, wurde 1820 Magister und 1821 zum Doktor der Medizin promoviert. Ab 1821 war er Mitglied der Deutschen Akademie der Naturforscher Leopoldina. Radius habilitierte 1822. Im Jahr 1825 wurde er außerordentlicher Professor für Hygiene und Allgemeine Pathologie an der Universität Leipzig. Außerdem arbeitete er als freiberuflicher Arzt und Augenarzt. Hinzu bekam er 1843 den Teillehrstuhl für Psychische Therapie und führte die psychiatrischen Vorlesungen Heinroths fort, bis der Teillehrstuhl 1848 formlos aufgelöst wurde. Von 1832 bis 1853 war er im Georgenhaus am Leipziger Brühl tätig. Im Jahr 1840 wurde er schließlich ordentlicher Professor für Pathologie.
Radius war Mitglied der Leipziger Freimaurerloge Minerva zu den drei Palmen.
Er wurde im Wagner-Brandstetterschen Erbbegräbnis in der IV. Abteilung des  Neuen Johannisfriedhofs beerdigt.
Mithilfe der Radius-Brandstetter-Stiftung, die Radius’ Ehefrau Wilhelmine geb. Brandstetter († 17. Oktober 1890) nach dem Tode ihres Mannes ins Leben rief, konnte 1887 das von Hugo Licht entworfene neue Gebäude des Leipziger Konservatoriums in der Grassistraße 8 errichtet  werden.

## Ehrungen
Im Jahr 1910 wurde im Leipziger Stadtteil Lindenau die Radiusstraße nach Justus Radius und seiner Frau Wilhelmine benannt.

## Werke
- Johann Christian August Clarus und Justus Wilhelm Martin Radius: Beiträge zur practischen Heilkunde mit vorzüglicher Berücksichtigung der medicinischen Geographie, Topographie und Epidemiologie, Band 2, Verlag Friedrich Fleischer, Leipzig 1836 Digitalisat
- mit Michael Jäger und Johann Karl Wilhelm Walther: Handwörterbuch der gesammten Chirurgie und Augenheilkunde. 6 Bände, Gebhardt und Reisland, Leipzig 1836–1840 (Mitarbeit Jägers an Band V–VI ungesichert).
  - Band I (1836): Abbinden–Atresia vulvae. (Digitalisat)
  - Band II (1837): Atrophia–Fascia scapularis. (Digitalisat)
  - Band III (1838): Fascia T-formis–Hypopyon. (Digitalisat)
  - Band IV (1839): Incontinentia–Opium. (Digitalisat)
  - Band V (1839): Orthopaedia–Staphyloma. (Digitalisat)
  - Band VI (1840): Staphylorraphia–Zincum. (Digitalisat)
- Auserlesene Heilformeln zum Gebrauche für praktische Aerzte und Wundärzte. 2. Aufl., Voß, Leipzig 1840 (Digitalisiert von der Universitäts- und Landesbibliothek Düsseldorf, urn:nbn:de:hbz:061:2-147679).